# Гузд (гміна)
Гміна Гузд (пол. Gmina Gózd) — сільська гміна у центральній Польщі. Належить до Радомського повіту Мазовецького воєводства.
Станом на 31 грудня 2011 у гміні проживало 8348 осіб.

## Площа
Згідно з даними за 2007 рік площа гміни становила 77.76 км², у тому числі:
- орні землі: 86.00%
- ліси: 8.00%

Таким чином, площа гміни становить 5.08% площі повіту.

## Населення
Станом на 31 грудня 2011:
| Опис     | Загалом | Загалом | Чоловіки | Чоловіки | Жінки | Жінки |
| -------- | ------- | ------- | -------- | -------- | ----- | ----- |
| одиниця  | осіб    | %       | осіб     | %        | осіб  | %     |
| все      | 8348    | 100     | 4181     | 50.08    | 4167  | 49.92 |
| міське   | 0       | 100     | 0        |          | 0     |       |
| сільське | 8348    | 100     | 4181     | 50.08    | 4167  | 49.92 |

## Сусідні гміни
Гміна Ґузд межує з такими гмінами: Єдльня-Летнісько, Зволень, Пйонкі, Скаришев, Тчув.